# Гавриловка (Ивано-Франковская область)
Гаври́ловка (укр. Гаврилівка) — село в Перерослянской сельской общине Надворнянского района Ивано-Франковской области Украины.
Население по переписи 2001 года составляло 2767 человек. Занимает площадь 31.601 км². Почтовый индекс — 78414. Телефонный код — 03475.